# Герб Підбужа
Герб Підбужа — офіційний символ селища Підбуж, Дрогобицького району Львівської області, затверджений 3 серпня 2004 року рішенням сесії Підбузької селищної ради.
Автор — А. Гречило.

## Опис
У золотому полі із зеленого пагорба виростає зелена виноградна лоза з листочками і синіми гронами, обабіч — сині боковики.

## Зміст
Зображення виноградного куща з гронами було ще в ХІХ ст. на печатці містечка. Виноградний кущ є символом щедрості й багатства. Дві сині смуги (боковики) уособлюють дві річки — Бистрицю та Сторонівку, які протікають по території селища.